# Reichsstraße 377
Die Reichsstraße 377 (R 377) war bis 1945 eine Reichsstraße des Deutschen Reichs, die überwiegend auf 1939 annektiertem, bis dahin tschechoslowakischem Gebiet (Protektorat Böhmen und Mähren) und zum kleineren Teil auf 1938 abgetretenem Gebiet (Sudetenland)  verlief. Die Straße begann bei Rajhrad (Groß Raigern) südlich von Brünn (Brno), wo sie von der damaligen Reichsstraße 116 abzweigte, und verlief in südsüdöstlicher Richtung auf der Trasse der heutigen Silnice 425, teilweise parallel zur heutigen Autobahn Dálnice 2  (Europastraße 65) über Židlochovice (Groß Seelowitz) und Hustopeče (Auspitz) nach Břeclav (Lundenburg), wo die damalige Reichsstraße 374 gekreuzt wurde, und weiter über Lanžhot (Landshut in Mähren) zur Grenze der Slowakei an der March (Morava).
Ihre Gesamtlänge betrug rund 65 Kilometer.